# Crossotus plumicornis
Crossotus plumicornis es una especie de escarabajo longicornio del género Crossotus, tribu Ceroplesini, subfamilia Lamiinae. Fue descrita científicamente por Audinet-Serville en 1835.

## Descripción
Mide 11-19,5 milímetros de longitud.

## Distribución
Se distribuye por Botsuana, Burkina Faso, Costa de Marfil, Eritrea, Etiopía, Guinea, Kenia, Malaui, Malí, Mauritania, Mozambique, Namibia, Uganda, República Democrática del Congo, República del Congo, República de Sudáfrica, Senegal, Somalia, Sudán, Suazilandia, Tanzania, Chad, Zambia y Zimbabue.